# West Coast Conference
La West Coast Conference (WCC) è una conferenza atletica collegiale affiliata alla Division I della NCAA, composta da dieci scuole membri negli stati di California, Oregon e Washington.

## Membri attuali
- Gonzaga Bulldogs
- Loyola Marymount Lions
- Pacific Tigers
- Pepperdine Waves
- Portland Pilots
- Saint Mary's Gaels
- San Diego Toreros
- San Francisco Dons
- Santa Clara Broncos

## Membri associati
- Air Force Falcons – pallanuoto maschile
- California Baptist Lancers – pallanuoto maschile
- Creighton Bluejays – canottaggio femminile
- San Jose State Spartans – pallanuoto maschile

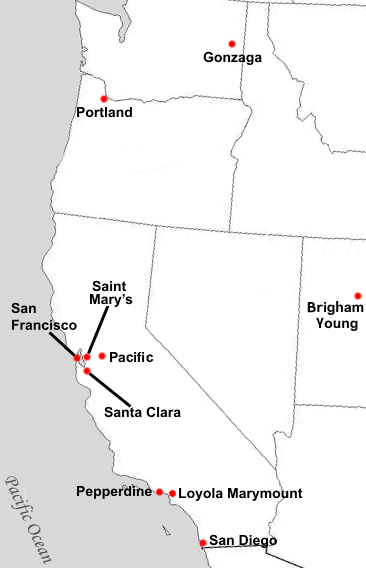
La mappa delle squadre presenti nella West Coast Conference